# Греве, Александр Иванович
Александр Иванович Греве (1820—1900) — русский вице-адмирал.

## Биография
Род Греве в России происходит от Богдана Ивановича Греве, переселившегося из Австрии в начале XVIII века. Родился 28 декабря 1819 (9 января 1820) года в семье Ивана Ивановича Греве (1794—?); внук Ивана Богдановича Греве (1744—?), правнук Богдана Ивановича Греве. В семье было ещё два сына: Иван (1819 — до 1874), ставший контр-адмиралом и Владимир (1823—1842).
С 1831 года воспитывался в Морском кадетском корпусе; в январе 1839 года произведён в гардемарины, 8 января 1841 года — в мичманы. Службу начал на черноморском флоте, сначала на шхуне «Вестовой», затем — на корабле «Императрица Екатерина II», пароходе «Северная Звезда», пароходо-фрегате «Херсонес»; 6 апреля 1846 года произведён в лейтенанты; 7 апреля 1851 года награждён орденом Св. Анны 3-й степени.
В июле 1852 года лейтенант А. И. Греве был переведён в школу флотских юнкеров в Николаеве, командовать которой был назначен Яков Матвеевич Юхарин. В октябре 1854 года был назначен помощником командира черноморской гардемаринской роты, в ноябре 1855 года был произведён в капитан-лейтенанты. В августе 1858 года он был уволен для службы на коммерческих судах.
Был произведён в капитаны 2-го ранга 1 января 1863 года. За выслугу 25 лет в офицерских чинах в 1866 году получил орден Св. Владимира 4-й степени с бантом, а в следующем году произведён в капитаны 1-го ранга.
С 8 февраля 1875 года состоял на действительной службе в черноморском флоте. С начала войны в 1877 году состоял при начальнике войск Ялтинского отдела, командуя всеми береговыми постами от Мшитки до Уступи. В том же году был награждён орденом Св. Станислава 2-й степени, в 1879 году был пожалован греческим орденом Спасителя.
После войны, 3 декабря 1879 года он был назначен начальником Батумского порта и поселился в Батуми; за отличие 1 января 1880 года был произведён в контр-адмиралы. Предложил для города ряд интересных проектов, в частности, волнорез для защиты батумской гавани, который, однако, не произвёл впечатления. Только к концу 1884 года был создан окончательный проект дальнейшего развития Батумского порта, авторами которого являлись первый начальник порта адмирал Греве и инженер Георг Алькович. Реализация проекта началась в 1885 году. В этом же году, 8 июля, Греве был произведён в вице-адмиралы с увольнением от службы (оставался смотрителем портовых сооружений).
Кроме руководства портом, по поручению военного губернатора А. И. Греве, как большой любитель садоводства, был приглашён присматривать за работами в батумском ботаническом саду. Греве также занимался обустройством жизни абхазских беженцев, прибывавших нелегальным путём из Турции в Батуми, входил в комиссию по благоустройству батумского бульвара и др. Был почётным мировым судьёй.
Умер 15 (28) декабря 1900 года в Батуми, где и был похоронен, в семейном склепе.

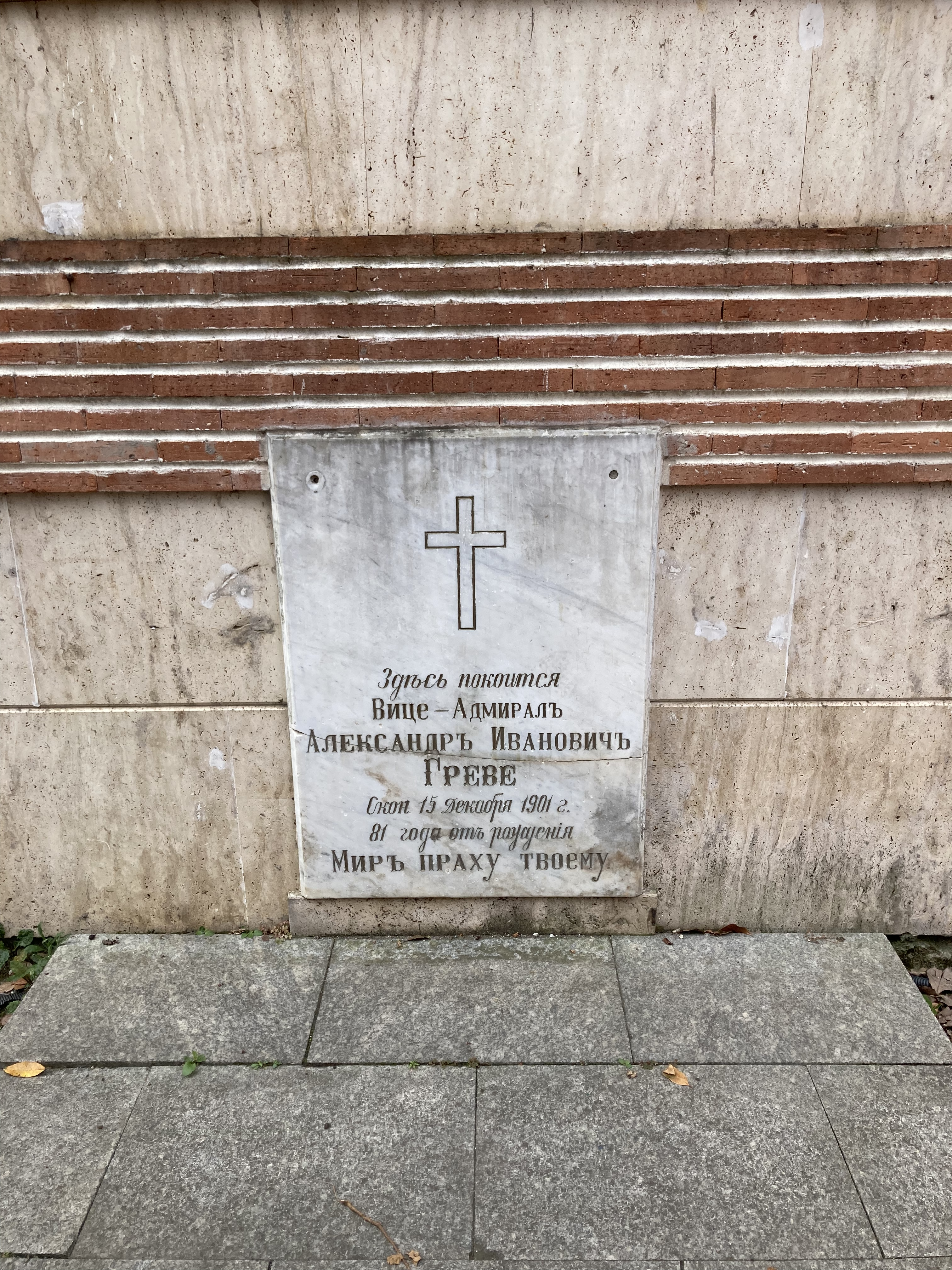
Надгробие Александра Греве во дворе церкви Св. Николая, Батуми

## Семья
Жена — Мария Алексеевна (13.08.1832—15.02.1907), дочь генерал-майора Алексея Николаевича Григорьева (1790—1855) — командира 2-й бригады ластовых экипажей Черноморского флота; она приходилась внучкой адмиралу Михаилу Николаевичу Кумани (1770—1865).
Их дети:
- Алексей (18.08.1853, Николаев — ?); был женат на Марии Ивановне Шаровой, их сыновья — Александр (06.07.1879–19.02.1917, Киев) и Владимир (17.07.1882, Батуми — 04.08.1905)
- Иван (18.04.1855—?), подполковник; его сыновья — Иван (31.08.1888—?), Алексей (1895—1983), Евгений (1898—?), Сергей (?—1963)
- дочери Анна (1858—?), Татьяна (1864—?), Евгения (1865—?).